# Зцілення розслабленого біля овечої купальні
Зці́лення розсла́бленого біля ове́чої купа́льні — одна із Біблійних історій, де розповідається про чудесного зцілення розслабленого Ісусом Христом. (Ів. 5:1–47)
В Новому заповіті розповідається, що з Галилеї Ісус Христос прийшов у Єрусалим на юдейське свято. Тут в Єрусалимі, біля храму, поблизу Овечих воріт, які були названі так тому, що через них проганяли овець для жертвоприношення, стояла купальня з п'ятьма критими входами. Ця купальня носила назву по-єврейськи Віфезда, тобто Будинок милосердя. Віруючі вважали, що Ангел Господній інколи спускався сюди і доторкався до води, яка отримувала цілющі властивості. Якщо хвора людина зразу після ангела входила в купальню, то зразу, маючи будь-яку хворобу, ставала здоровою..
До цього дому прийшов й Ісус Христос, побачивши одного хворого, що хворів тридцять вісім років. запитав його: «Чи хочеш бути здоровим?» Хворий відповів:
|  | Пане, я не маю людини, щоб вона, як порушено воду, до купальні всадила мене. А коли я приходжу, то передо мною вже інший улазить. |

Ісус Христос порадив йому встати, забрати постіль і йти звідси. Порада Ісуса Христа була виконана, недужий зцілився і пішов із купальні. Це було в суботу. Через це юдеї сказали зціленому, що в суботу не слід було залишати це місце. На що той відповів:
|  | Хто мене вздоровив, Той до мене сказав: Візьми ложе своє та й ходи. |

 На питання, хто ж був цілителем чоловік нічого не сказав, бо не знав. А Христос тим часом зник у натовпі.
Після того сталась ще одна зустріч у храмі, де Ісус відкрився і порадив більше не грішити. Зцілений вирішив розповісти юдеям, що його зцілив Ісус. Це заставило старійшин переслідувати Ісуса з метою його вбити, звинувативши в тому, що він зробив зцілення саме в суботу, що вважалось гріхом. Ісус відповів їм:
|  | Отець Мій працює аж досі, працюю і Я… Поправді, поправді кажу вам: Син нічого робити не може Сам від Себе, тільки те, що Він бачить, що робить Отець; бо що робить Він, те так само й Син робить (Ів. 5:1–47) |

 Це не зупинило старійшин, які ще більше зненавиділи Ісуса Христоса, шукаючи нагоди вбити. Цього разу їх обурило, що Ісус називав своїм Отцем Бога, тим самим підносячи себе Богу.